# Hồng Kỳ, Sóc Sơn
Hồng Kỳ là một xã thuộc huyện Sóc Sơn, thành phố Hà Nội, Việt Nam.
Xã Hồng Kỳ nằm ở phía bắc huyện Sóc Sơn, có địa giới hành chính:
- Phía đông giáp xã Trung Giã
- Phía tây giáp xã Nam Sơn
- Phía nam giáp các xã Phù Linh và Tân Minh
- Phía bắc giáp xã Bắc Sơn và tỉnh Thái Nguyên.

Xã Hồng Kỳ có diện tích 14,50 km², dân số năm 1999 là 9.240 người, mật độ dân số đạt 637 người/km².